# GP2-seizoen 2010
Het GP2-seizoen 2010 is het zesde GP2 seizoen. Het seizoen bestaat uit 22 races, verdeeld over 11 circuits. Regerend kampioen Nico Hülkenberg maakte de overstap naar het Formule 1 team van Williams, en verdedigt derhalve zijn titel niet. De kampioen van het seizoen 2010 is de Venezolaan Pastor Maldonado, die na de race op het circuit Monza al zeker was van de titel. Mede dankzij zijn overwinning in het kampioenschap rijdt Maldonado in het Formule 1-seizoen van 2011 voor het team van Williams.

## Teams en coureurs
| Team                           | Nr. | Coureur              | Ronde     |
| ------------------------------ | --- | -------------------- | --------- |
| ART Grand Prix                 | 1   | Jules Bianchi        | Alle      |
| ART Grand Prix                 | 2   | Sam Bird             | Alle      |
| Barwa Addax Team               | 3   | Giedo van der Garde  | Alle      |
| Barwa Addax Team               | 4   | Sergio Pérez         | Alle      |
| Super Nova Racing              | 5   | Josef Král           | 1–4, 10   |
| Super Nova Racing              | 5   | Luca Filippi         | 5–9       |
| Super Nova Racing              | 6   | Marcus Ericsson      | Alle      |
| Racing Engineering             | 7   | Dani Clos            | Alle      |
| Racing Engineering             | 8   | Christian Vietoris   | 1–9       |
| Racing Engineering             | 8   | Ho-Pin Tung          | 10        |
| iSport International           | 9   | Oliver Turvey        | Alle      |
| iSport International           | 10  | Davide Valsecchi     | Alle      |
| DAMS                           | 11  | Jérôme d'Ambrosio    | 1–5, 7–10 |
| DAMS                           | 11  | Romain Grosjean      | 6         |
| DAMS                           | 12  | Ho-Pin Tung          | 1–7       |
| DAMS                           | 12  | Romain Grosjean      | 8–10      |
| Rapax                          | 14  | Luiz Razia           | Alle      |
| Rapax                          | 15  | Pastor Maldonado     | Alle      |
| Arden International Motorsport | 16  | Charles Pic          | Alle      |
| Arden International Motorsport | 17  | Rodolfo González     | Alle      |
| Ocean Racing Technology        | 18  | Max Chilton          | Alle      |
| Ocean Racing Technology        | 19  | Fabio Leimer         | Alle      |
| Scuderia Coloni                | 20  | Alberto Valerio      | 1–7       |
| Scuderia Coloni                | 20  | Álvaro Parente       | 8–9       |
| Scuderia Coloni                | 20  | James Jakes          | 10        |
| Scuderia Coloni                | 21  | Vladimir Arabadzhiev | 1–8       |
| Scuderia Coloni                | 21  | Brendon Hartley      | 9–10      |
| Trident Racing                 | 24  | Johnny Cecotto jr.   | 1–8       |
| Trident Racing                 | 24  | Edoardo Piscopo      | 9         |
| Trident Racing                 | 24  | Federico Leo         | 10        |
| Trident Racing                 | 25  | Adrian Zaugg         | Alle      |
| DPR                            | 26  | Michael Herck        | Alle      |
| DPR                            | 27  | Giacomo Ricci        | 1–7       |
| DPR                            | 27  | Fabrizio Crestani    | 8–10      |

### Rijders veranderingen
Van team veranderd
- Johnny Cecotto jr.: David Price Racing → Trident Racing
- Giedo van der Garde: iSport International → Barwa Addax Team
- Rodolfo González: Trident Racing → Arden International
- Pastor Maldonado: ART Grand Prix → Rapax Team
- Sergio Pérez: Arden International → Barwa Addax Team
- Luiz Razia: PPR.com Scuderia Coloni → Rapax Team
- Alberto Valerio: Piquet GP → PPR.com Scuderia Coloni
- Davide Valsecchi: Barwa Addax Team → iSport International

Nieuw/teruggekeerd in de GP2
- Vladimir Arabadzhiev: International Formula Master (JD Motorsport) → PPR.com Scuderia Coloni
- Jules Bianchi: Formule 3 Euroseries (ART Grand Prix) → ART Grand Prix
- Sam Bird: Formule 3 Euroseries (Mücke Motorsport) → ART Grand Prix
- Max Chilton: Britse Formule 3-kampioenschap (Carlin Motorsport) → Ocean Racing Technology
- Marcus Ericsson: All-Japan F3 (TOM'S) → Super Nova Racing
- Josef Král: International Formula Master (JD Motorsport) → Super Nova Racing
- Fabio Leimer: International Formula Master (Jenzer Motorsport) → Ocean Racing Technology
- Charles Pic: Formule Renault 3.5 Series (Tech 1 Racing) → Arden International
- Ho-Pin Tung: Superleague Formula (Galatasaray SK) → DAMS
- Oliver Turvey: Formule Renault 3.5 Series (Carlin Motorsport) → iSport International
- Christian Vietoris: Formule 3 Euroseries(Mücke Motorsport) → Fat Burner Racing Engineering
- Adrian Zaugg: Formule Renault 3.5 Series (Interwetten.com Racing) → Trident Racing

Uit de GP2
- Karun Chandhok: Ocean Racing Technology → Formule 1 (HRT F1 Team)
- Stefano Coletti: Durango → Formule Renault 3.5 Series (Comtec Racing)
- Lucas Di Grassi: Fat Burner Racing Engineering → Formule 1 (Virgin Racing)
- Luca Filippi: Super Nova Racing → Auto GP (Euronova Racing)
- Romain Grosjean: Barwa Addax Team → FIA GT1 (Matech Competition)
- Nico Hülkenberg: ART Grand Prix → Formule 1 (Williams F1)
- Kamui Kobayashi: DAMS → Formule 1 (Sauber)
- Edoardo Mortara: Arden International → Formule 3 Euroseries (Signature-Plus)
- Diego Nunes: iSport International → Copa NEXTEL Stock Car (RC3 Bassani Racing)
- Nelson Panciatici: Durango → Formule Renault 3.5 Series (Lotus F1 Racing Junior Team)
- Álvaro Parente: Ocean Racing Technology → Superleague Formula (FC Porto)
- Franck Perera: David Price Racing → Superleague Formula (CR Flamengo)
- Vitali Petrov: Barwa Addax Team → Formule 1 (Renault F1)
- Davide Rigon: Trident Racing → Superleague Formula (RSC Anderlecht)
- Roldán Rodríguez: Piquet GP → Sabbatical
- Ricardo Teixeira: Trident Racing → Formule 2
- Javier Villa: Super Nova Racing → onbekend
- Andreas Zuber: PPR.com Scuderia Coloni → FIA GT1 (Phoenix Racing / Carsport)

## Kalender
| Ronde | Ronde | Circuit                   | Land                         | Datum        | Tijd   | Tijd  |
| Ronde | Ronde | Circuit                   | Land                         | Datum        | Lokaal | UTC   |
| ----- | ----- | ------------------------- | ---------------------------- | ------------ | ------ | ----- |
| 1     | R1    | Circuit de Catalunya      | Spanje                       | 8 mei        | 16:00  | 14:00 |
| 1     | R2    | Circuit de Catalunya      | Spanje                       | 9 mei        | 10:30  | 08:30 |
| 2     | R1    | Circuit de Monaco         | Monaco                       | 14 mei       | 11:15  | 09:15 |
| 2     | R2    | Circuit de Monaco         | Monaco                       | 15 mei       | 16:00  | 14:00 |
| 3     | R1    | Istanbul Park             | Turkije                      | 29 mei       | 16:00  | 13:00 |
| 3     | R2    | Istanbul Park             | Turkije                      | 30 mei       | 11:30  | 08:30 |
| 4     | R1    | Valencia Street Circuit   | Spanje                       | 26 juni      | 16:00  | 14:00 |
| 4     | R2    | Valencia Street Circuit   | Spanje                       | 27 juni      | 10:30  | 08:30 |
| 5     | R1    | Silverstone               | Verenigd Koninkrijk          | 10 juli      | 15:00  | 14:00 |
| 5     | R2    | Silverstone               | Verenigd Koninkrijk          | 11 juli      | 9:30   | 08:30 |
| 6     | R1    | Hockenheimring            | Duitsland                    | 24 juli      | 16:00  | 14:00 |
| 6     | R2    | Hockenheimring            | Duitsland                    | 25 juli      | 10:30  | 08:30 |
| 7     | R1    | Hungaroring               | Hongarije                    | 31 juli      | 16:00  | 14:00 |
| 7     | R2    | Hungaroring               | Hongarije                    | 1 augustus   | 10:30  | 08:30 |
| 8     | R1    | Spa-Francorchamps         | België                       | 29 augustus  | 16:00  | 14:00 |
| 8     | R2    | Spa-Francorchamps         | België                       | 30 augustus  | 10:30  | 08:30 |
| 9     | R1    | Autodromo Nazionale Monza | Italië                       | 11 september | 16:00  | 14:00 |
| 9     | R2    | Autodromo Nazionale Monza | Italië                       | 12 september | 10:30  | 08:30 |
| 10    | R1    | Yas Marina Circuit        | Verenigde Arabische Emiraten | 13 november  | 16:00  | 14:00 |
| 10    | R2    | Yas Marina Circuit        | Verenigde Arabische Emiraten | 14 november  | 10:30  | 08:30 |

## Resultaten
| Ronde | Ronde | Circuit                      | Pole Position     | Snelste ronde    | Winnend coureur    | Winnend team            |
| ----- | ----- | ---------------------------- | ----------------- | ---------------- | ------------------ | ----------------------- |
| 1     | R1    | Circuit de Catalunya         | Jules Bianchi     | Sam Bird         | Charles Pic        | Arden International     |
| 1     | R2    | Circuit de Catalunya         |                   | Fabio Leimer     | Fabio Leimer       | Ocean Racing Technology |
| 2     | R1    | Circuit de Monaco            | Dani Clos         | Sergio Pérez     | Sergio Pérez       | Barwa Addax Team        |
| 2     | R2    | Circuit de Monaco            |                   | Sam Bird         | Jérôme D´Ambrosio  | DAMS                    |
| 3     | R1    | Istanbul Park                | Davide Valsecchi  | Pastor Maldonado | Pastor Maldonado   | Rapax                   |
| 3     | R2    | Istanbul Park                |                   | Dani Clos        | Dani Clos          | Racing Engineering      |
| 4     | R1    | Valencia Street Circuit      | Sergio Pérez      | Pastor Maldonado | Pastor Maldonado   | Rapax                   |
| 4     | R2    | Valencia Street Circuit      |                   | Pastor Maldonado | Marcus Ericsson    | Super Nova              |
| 5     | R1    | Silverstone Circuit          | Jules Bianchi     | Pastor Maldonado | Pastor Maldonado   | Rapax                   |
| 5     | R2    | Silverstone Circuit          |                   | Sergio Pérez     | Sergio Pérez       | Barwa Addax Team        |
| 6     | R1    | Hockenheimring               | Charles Pic       | Jules Bianchi    | Pastor Maldonado   | Rapax                   |
| 6     | R2    | Hockenheimring               |                   | Sergio Pérez     | Sergio Pérez       | Barwa Addax Team        |
| 7     | R1    | Hungaroring                  | Sam Bird          | Pastor Maldonado | Pastor Maldonado   | Rapax                   |
| 7     | R2    | Hungaroring                  |                   | Giacomo Ricci    | Giacomo Ricci      | DPR                     |
| 8     | R1    | Circuit de Spa-Francorchamps | Jérôme d'Ambrosio | Alvaro Parente   | Pastor Maldonado   | Rapax                   |
| 8     | R2    | Circuit de Spa-Francorchamps |                   | Sergio Pérez     | Sergio Pérez       | Barwa Addax Team        |
| 9     | R1    | Autodromo Nazionale Monza    | Jules Bianchi     | Sam Bird         | Sam Bird           | ART Grand Prix          |
| 9     | R2    | Autodromo Nazionale Monza    |                   | Sam Bird         | Christian Vietoris | Racing Engineering      |
| 10    | R1    | Yas Marina Circuit           | Oliver Turvey     | Sergio Pérez     | Sergio Pérez       | Barwa Addax Team        |
| 10    | R2    | Yas Marina Circuit           |                   | Luiz Razia       | Davide Valsecchi   | iSport International    |

## Kampioenschap

### Coureurs
| Pos | Coureur              | ESP | ESP | MON | MON | TUR | TUR | EUR | EUR | GBR | GBR | DUI | DUI | HON | HON | BEL | BEL | ITA | ITA | VAE | VAE | Punten |
| --- | -------------------- | --- | --- | --- | --- | --- | --- | --- | --- | --- | --- | --- | --- | --- | --- | --- | --- | --- | --- | --- | --- | ------ |
| 1   | Pastor Maldonado     | 6   | 3   | 2   | 11  | 1   | 6   | 1   | 4   | 1   | 4   | 1   | 20  | 1   | DSQ | 1   | DNF | DNF | DNF | 17  | 9   | 87     |
| 2   | Sergio Pérez         | 4   | DNF | 1   | 6   | DSQ | 7   | 11  | 16  | 5   | 1   | 2   | 1   | 3   | DNF | 7   | 1   | DNF | 13  | 1   | DNF | 71     |
| 3   | Jules Bianchi        | DNF | 12  | 4   | 3   | DNF | 13  | 2   | DNF | 2   | 5   | 5   | 4   | DNF | DNS | 14  | DNF | 2   | 4   | 18  | 7   | 52     |
| 4   | Dani Clos            | 3   | 6   | 3   | DNF | 8   | 1   | 5   | 7   | 3   | 3   | 4   | 6   | 16  | 7   | DNF | DNS | DNF | 12  | 4   | 4   | 51     |
| 5   | Sam Bird             | 9   | 4   | 18  | 10  | 3   | 10  | 3   | 10  | 4   | DNS | 14  | 5   | 13  | DNF | DNF | 12  | 1   | 3   | 3   | DNF | 48     |
| 6   | Oliver Turvey        | 5   | 5   | 15  | 15  | 14  | 18  | DNF | 12  | 8   | 2   | 8   | 2   | 4   | 5   | 6   | 5   | 3   | 6   | 2   | 17  | 47     |
| 7   | Giedo van der Garde  | 20  | 9   | 6   | 2   | 4   | 3   | 4   | 2   | 9   | 7   | 12  | 9   | 5   | 4   | 9   | 2   | DNF | DNF | DNF | 19  | 39     |
| 8   | Davide Valsecchi     | 10  | 11  | DNF | 16  | 2   | 4   | 10  | 6   | 7   | 6   | 17  | 18  | 9   | 3   | 18  | 8   | 9   | 16  | 5   | 1   | 31     |
| 9   | Christian Vietoris   | DNF | 18  | 14  | DNS | 7   | DNF | 12  | DNF | 6   | 10  | DNF | 10  | 2   | 2   | 11  | DNF | 4   | 1   |     |     | 29     |
| 10  | Charles Pic          | 1   | 7   | 11  | 7   | DNF | DNS | 6   | 5   | 10  | 8   | 3   | 17  | 11  | 9   | 4   | DNF | 11  | 8   | 20  | 11  | 28     |
| 11  | Luiz Razia           | 7   | 2   | 7   | 5   | 5   | 2   | DNF | DNF | DNF | 15  | DNF | 13  | 10  | DNF | 16  | 10  | DNF | 10  | 7   | 2   | 28     |
| 12  | Jérôme d'Ambrosio    | DNF | 13  | 8   | 1   | 10  | 8   | DNF | 8   | 11  | 11  |     |     | 6   | DNF | DNF | DNF | 5   | 2   | 14  | 8   | 21     |
| 13  | Giacomo Ricci        | 2   | 8   | 17  | DNF | DNF | 17  | DNF | DNF | 13  | 12  | 16  | 11  | 8   | 1   |     |     |     |     |     |     | 16     |
| 14  | Romain Grosjean      |     |     |     |     |     |     |     |     |     |     | 20  | 19  |     |     | 3   | 6   | 13  | 17  | 6   | 3   | 14     |
| 15  | Álvaro Parente       |     |     |     |     |     |     |     |     |     |     |     |     |     |     | 2   | 3   | 12  | 9   |     |     | 13     |
| 16  | Michael Herck        | 17  | 21  | 16  | DNF | 6   | 5   | 8   | 3   | 22  | 14  | 9   | 8   | 7   | DNF | DNF | 13  | DNF | DNF | 16  | 10  | 12     |
| 17  | Marcus Ericsson      | 11  | DNF | 12  | 9   | DNF | DNF | 7   | 1   | 12  | 18  | 6   | DNF | 12  | 10  | 13  | 7   | DNF | 11  | 11  | DNF | 11     |
| 18  | Adrian Zaugg         | 16  | 15  | DNF | 12  | DNF | DNF | 14  | 15  | 15  | 21  | 7   | 3   | 15  | 8   | 15  | 9   | 6   | 7   | DNF | DNS | 9      |
| 19  | Fabio Leimer         | 8   | 1   | DNF | 17  | 13  | 15  | DNF | DNF | 17  | 13  | 21  | DNF | DNF | 11  | 12  | DNF | DNF | DNS | DNF | 15  | 8      |
| 20  | Luca Filippi         |     |     |     |     |     |     |     |     | 20  | 9   | 10  | 7   | 14  | 6   | 5   | DNF | DNF | 14  |     |     | 5      |
| 21  | Rodolfo González     | 15  | 14  | 10  | DNF | 16  | 16  | DNF | DNF | 16  | 20  | 18  | DNF | DNF | 15  | 8   | 4   | DNF | DNF | 10  | 16  | 4      |
| 22  | Alberto Valerio      | 14  | DNF | 5   | DNF | 17  | 19  | 9   | DNF | 14  | 22  | 11  | 12  | DNF | 12  |     |     |     |     |     |     | 4      |
| 23  | Johnny Cecotto jr.   | DNF | 17  | 9   | 4   | 12  | 12  | DNF | 14  | 18  | 23  | 13  | DNF | DNF | 13  | 10  | DNF |     |     |     |     | 3      |
| 24  | Josef Král           | 12  | 19  | 13  | 8   | 15  | 14  | DNF | DNF |     |     |     |     |     |     |     |     |     |     | 8   | 5   | 3      |
| 25  | Max Chilton          | 18  | 16  | DNF | 14  | 9   | 11  | DNF | 11  | 19  | 19  | 19  | 16  | 17  | 16  | 17  | 11  | 8   | 5   | 12  | 12  | 3      |
| 26  | Edoardo Piscopo      |     |     |     |     |     |     |     |     |     |     |     |     |     |     |     |     | 7   | DNF |     |     | 2      |
| 27  | Brendon Hartley      |     |     |     |     |     |     |     |     |     |     |     |     |     |     |     |     | DNF | DNF | 9   | 6   | 1      |
| 28  | Ho-Pin Tung          | 13  | 10  | DNF | DNF | 11  | 9   | DNF | 13  | DNF | 15  | DNF | 14  | DNF | DNS |     |     |     |     | DNF | 13  | 0      |
| 29  | Vladimir Arabadzhiev | 19  | 20  | DNF | 13  | DNF | DNF | 13  | 9   | 21  | 17  | 15  | 15  | 18  | 14  | 19  | DNF |     |     |     |     | 0      |
| 30  | Fabrizio Crestani    |     |     |     |     |     |     |     |     |     |     |     |     |     |     | DNF | 14  | 10  | 15  | 13  | 14  | 0      |
| 31  | James Jakes          |     |     |     |     |     |     |     |     |     |     |     |     |     |     |     |     |     |     | 15  | 18  | 0      |
| 32  | Federico Leo         |     |     |     |     |     |     |     |     |     |     |     |     |     |     |     |     |     |     | 19  | DNF | 0      |
| Pos | Coureur              | ESP | ESP | MON | MON | TUR | TUR | EUR | EUR | GBR | GBR | DUI | DUI | HON | HON | BEL | BEL | ITA | ITA | VAE | VAE | Punten |

### Teams
| Pos | Team                           | No. | ESP | ESP | MON | MON | TUR | TUR | EUR | EUR | GBR | GBR | DUI | DUI | HON | HON | BEL | BEL | ITA | ITA | VAE | VAE | Punten |
| --- | ------------------------------ | --- | --- | --- | --- | --- | --- | --- | --- | --- | --- | --- | --- | --- | --- | --- | --- | --- | --- | --- | --- | --- | ------ |
| 1   | Rapax                          | 14  | 7   | 2   | 7   | 5   | 5   | 2   | DNF | DNF | DNF | 15  | DNF | 13  | 10  | DNF | 16  | 10  | DNF | 10  | 7   | 2   | 115    |
| 1   | Rapax                          | 15  | 6   | 3   | 2   | 11  | 1   | 6   | 1   | 4   | 1   | 4   | 1   | 20  | 1   | DSQ | 1   | DNF | DNF | DNF | 17  | 9   | 115    |
| 2   | Barwa Addax Team               | 3   | 20  | 9   | 6   | 2   | 4   | 3   | 4   | 2   | 9   | 7   | 12  | 9   | 5   | 4   | 9   | 2   | DNF | DNF | DNF | 19  | 110    |
| 2   | Barwa Addax Team               | 4   | 4   | DNF | 1   | 6   | DSQ | 7   | 11  | 16  | 5   | 1   | 2   | 1   | 3   | DNF | 7   | 1   | DNF | 13  | 1   | DNF | 110    |
| 3   | ART Grand Prix                 | 1   | DNF | 12  | 4   | 3   | DNF | 13  | 2   | DNF | 2   | 5   | 5   | 4   | DNF | DNS | 14  | DNF | 2   | 4   | 18  | 7   | 100    |
| 3   | ART Grand Prix                 | 2   | 9   | 4   | 18  | 10  | 3   | 10  | 3   | 10  | 4   | DNS | 14  | 5   | 13  | DNF | DNF | 12  | 1   | 3   | 3   | DNF | 100    |
| 4   | Racing Engineering             | 7   | 3   | 6   | 3   | DNF | 8   | 1   | 5   | 7   | 3   | 3   | 4   | 6   | 16  | 7   | DNF | DNS | DNF | 12  | 4   | 4   | 80     |
| 4   | Racing Engineering             | 8   | DNF | 18  | 14  | DNS | 7   | DNF | 12  | DNF | 6   | 10  | DNF | 10  | 2   | 2   | 11  | DNF | 4   | 1   | DNF | 13  | 80     |
| 5   | iSport International           | 9   | 5   | 5   | 15  | 15  | 14  | 18  | DNF | 12  | 8   | 2   | 8   | 2   | 4   | 5   | 6   | 5   | 3   | 6   | 2   | 17  | 78     |
| 5   | iSport International           | 10  | 10  | 11  | DNF | 16  | 2   | 4   | 10  | 6   | 7   | 6   | 17  | 18  | 9   | 3   | 18  | 8   | 9   | 16  | 5   | 1   | 78     |
| 6   | DAMS                           | 11  | DNF | 13  | 8   | 1   | 10  | 8   | DNF | 8   | 11  | 11  | 20  | 19  | 6   | DNF | DNF | DNF | 5   | 2   | 14  | 8   | 35     |
| 6   | DAMS                           | 12  | 13  | 10  | DNF | DNF | 11  | 9   | DNF | 13  | DNF | 15  | DNF | 14  | DNF | DNS | 3   | 6   | 13  | 17  | 6   | 3   | 35     |
| 7   | Arden International Motorsport | 16  | 1   | 7   | 11  | 7   | DNF | DNS | 6   | 5   | 10  | 8   | 3   | 17  | 11  | 9   | 4   | DNF | 11  | 8   | 20  | 11  | 32     |
| 7   | Arden International Motorsport | 17  | 15  | 14  | 10  | DNF | 16  | 16  | DNF | DNF | 16  | 20  | 18  | DNF | DNF | 15  | 8   | 4   | DNF | DNF | 10  | 16  | 32     |
| 8   | DPR                            | 26  | 17  | 21  | 16  | DNF | 6   | 5   | 8   | 3   | 22  | 14  | 9   | 8   | 7   | DNF | DNF | 13  | DNF | DNF | 16  | 10  | 28     |
| 8   | DPR                            | 27  | 2   | 8   | 17  | DNF | DNF | 17  | DNF | DNF | 13  | 12  | 16  | 11  | 8   | 1   | DNF | 14  | 10  | 15  | 13  | 14  | 28     |
| 9   | Super Nova Racing              | 5   | 12  | 19  | 13  | 8   | 15  | 14  | DNF | DNF | 20  | 9   | 10  | 7   | 14  | 6   | 5   | DNF | DNF | 14  | 8   | 5   | 19     |
| 9   | Super Nova Racing              | 6   | 11  | DNF | 12  | 9   | DNF | DNF | 7   | 1   | 12  | 18  | 6   | DNF | 12  | 10  | 13  | 7   | DNF | 11  | 11  | DNF | 19     |
| 10  | Scuderia Coloni                | 20  | 14  | DNF | 5   | DNF | 17  | 19  | 9   | DNF | 14  | 22  | 11  | 12  | DNF | 12  | 2   | 3   | 12  | 9   | 15  | 18  | 18     |
| 10  | Scuderia Coloni                | 21  | 19  | 20  | DNF | 13  | DNF | DNF | 13  | 9   | 21  | 17  | 15  | 15  | 18  | 14  | 19  | DNF | DNF | DNF | 9   | 6   | 18     |
| 11  | Trident Racing                 | 24  | DNF | 17  | 9   | 4   | 12  | 12  | DNF | 14  | 18  | 23  | 13  | DNF | DNF | 13  | 10  | DNF | 7   | DNF | 19  | DNF | 14     |
| 11  | Trident Racing                 | 25  | 16  | 15  | DNF | 12  | DNF | DNF | 14  | 15  | 15  | 21  | 7   | 3   | 15  | 8   | 15  | 9   | 6   | 7   | DNF | DNS | 14     |
| 12  | Ocean Racing Technology        | 18  | 18  | 16  | DNF | 14  | 9   | 11  | DNF | 11  | 19  | 19  | 19  | 16  | 17  | 16  | 17  | 11  | 8   | 5   | 12  | 12  | 11     |
| 12  | Ocean Racing Technology        | 19  | 8   | 1   | DNF | 17  | 13  | 15  | DNF | DNF | 17  | 13  | 21  | DNF | DNF | 11  | 12  | DNF | DNF | DNS | DNF | 15  | 11     |
| Pos | Team                           | No. | ESP | ESP | MON | MON | TUR | TUR | EUR | EUR | GBR | GBR | DUI | DUI | HON | HON | BEL | BEL | ITA | ITA | VAE | VAE | Punten |

- Coureurs vertrekkend van pole-position zijn vetgedrukt.
- Coureurs met de snelste raceronde in cursief.

GP2: 2005 · 2006 · 2007 · 2008 · 2009 · 2010 · 2011 · 2012 · 2013 · 2014 · 2015 · 2016 (Lijst van coureurs)

GP3: 2010 · 2011 · 2012 · 2013 · 2014 · 2015 · 2016 · 2017 · 2018 (Lijst van coureurs)

GP2 Asia: 2008 · 2008-2009 · 2009-2010 · 2011 (Lijst van coureurs)